# Antheraea assamensis
Antheraea assamensis är en fjärilsart som beskrevs av Helfer 1837. Antheraea assamensis ingår i släktet Antheraea och familjen påfågelsspinnare. Inga underarter finns listade i Catalogue of Life.

## Bildgalleri

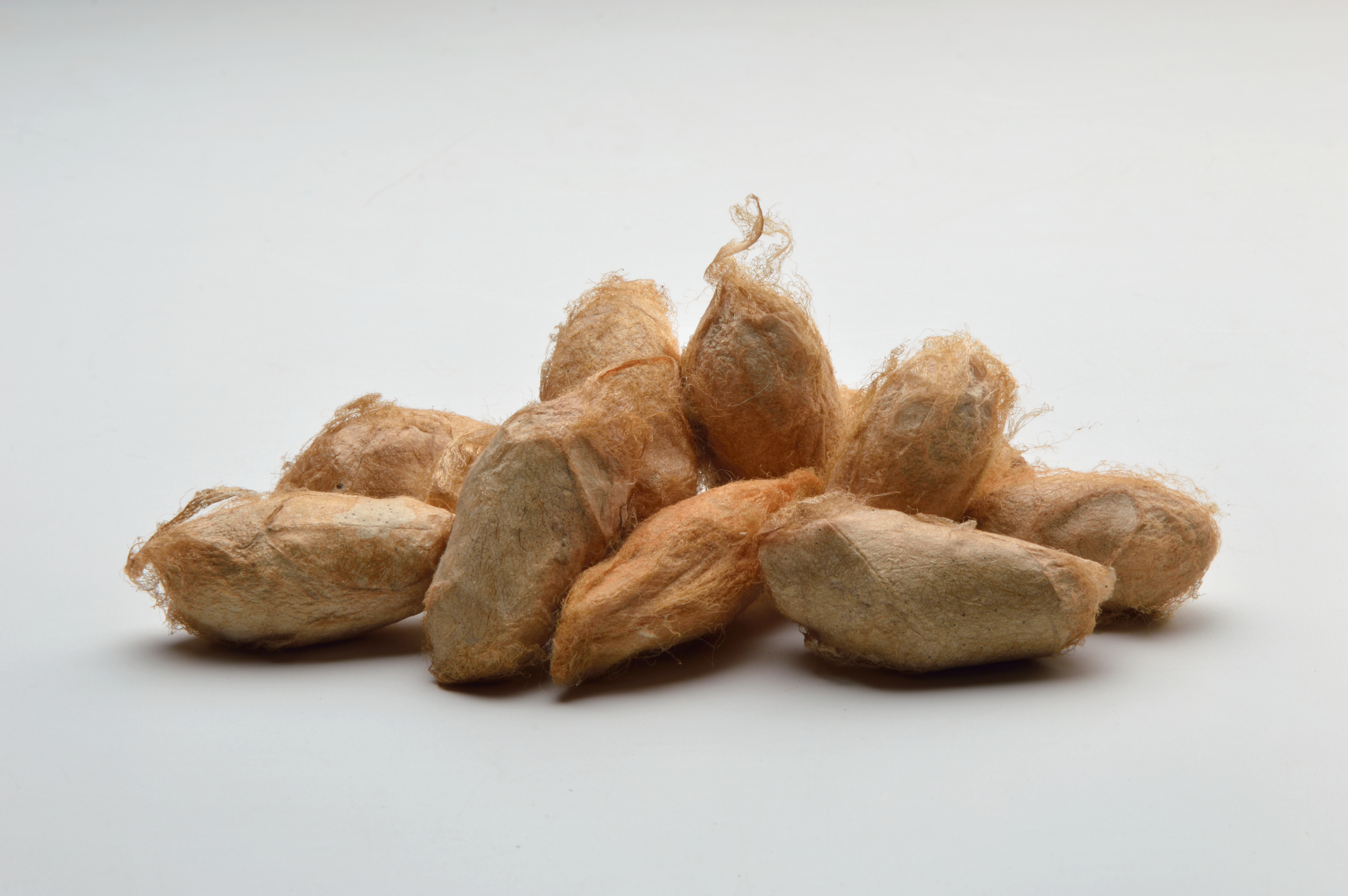
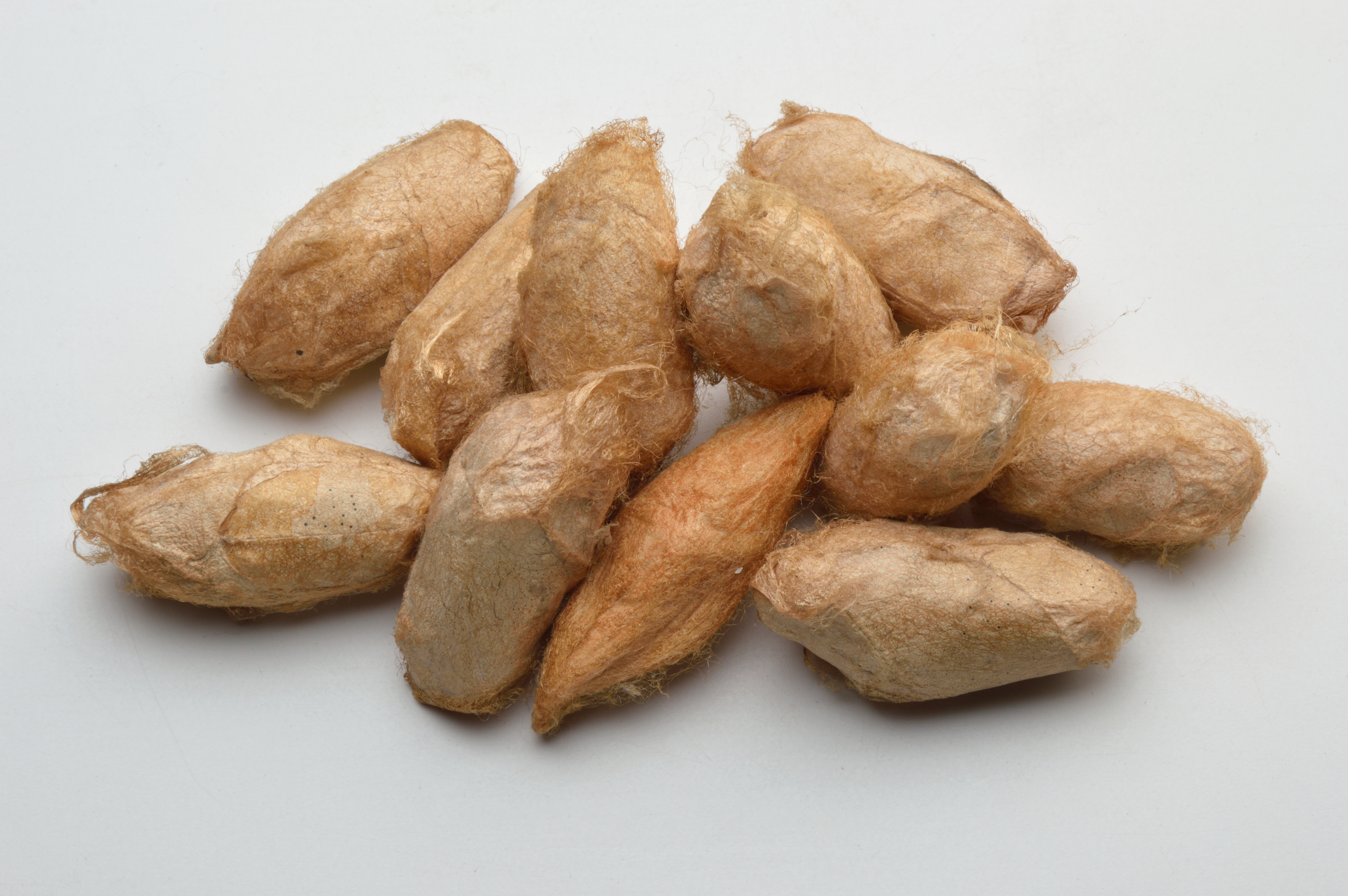
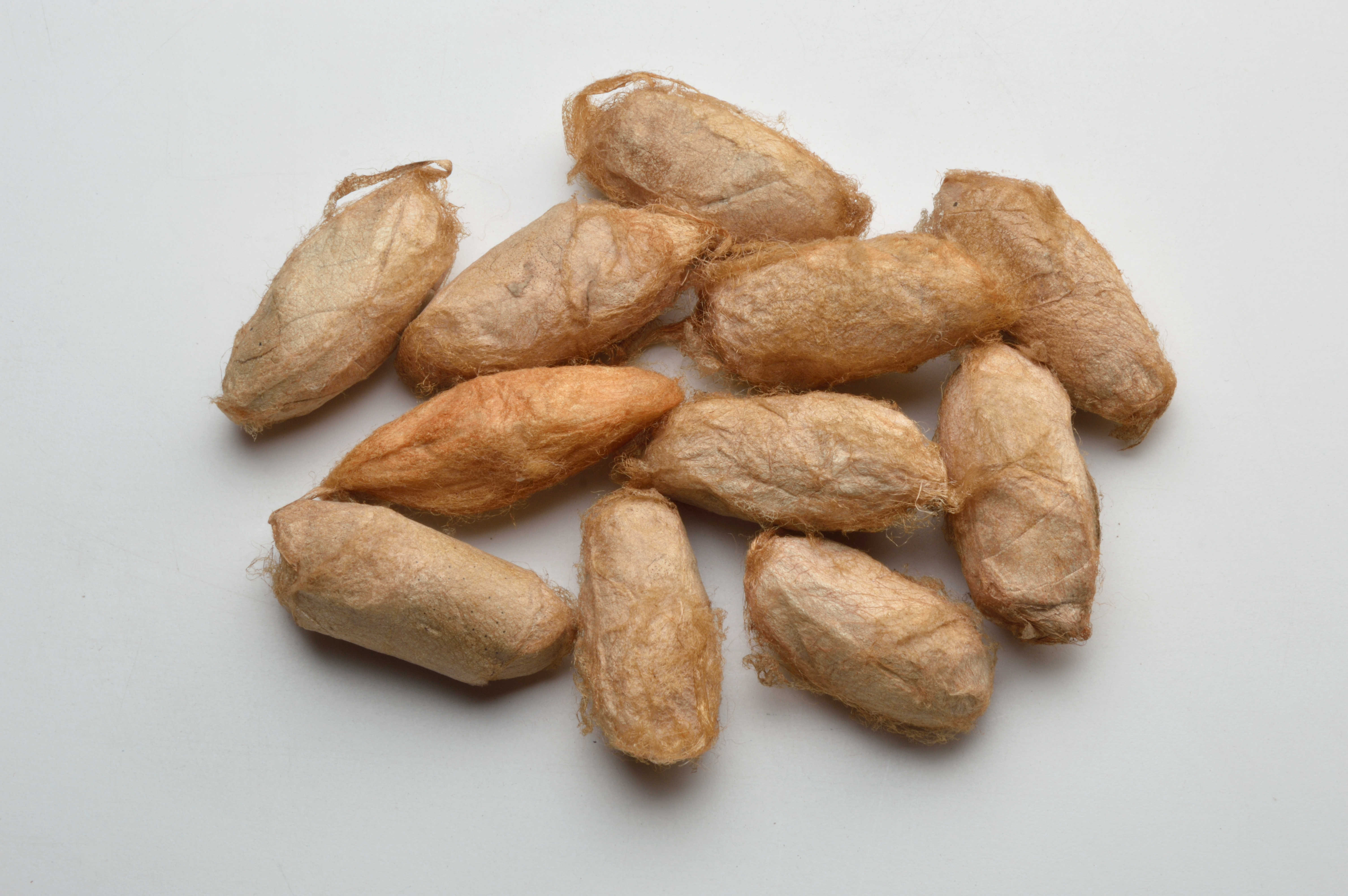
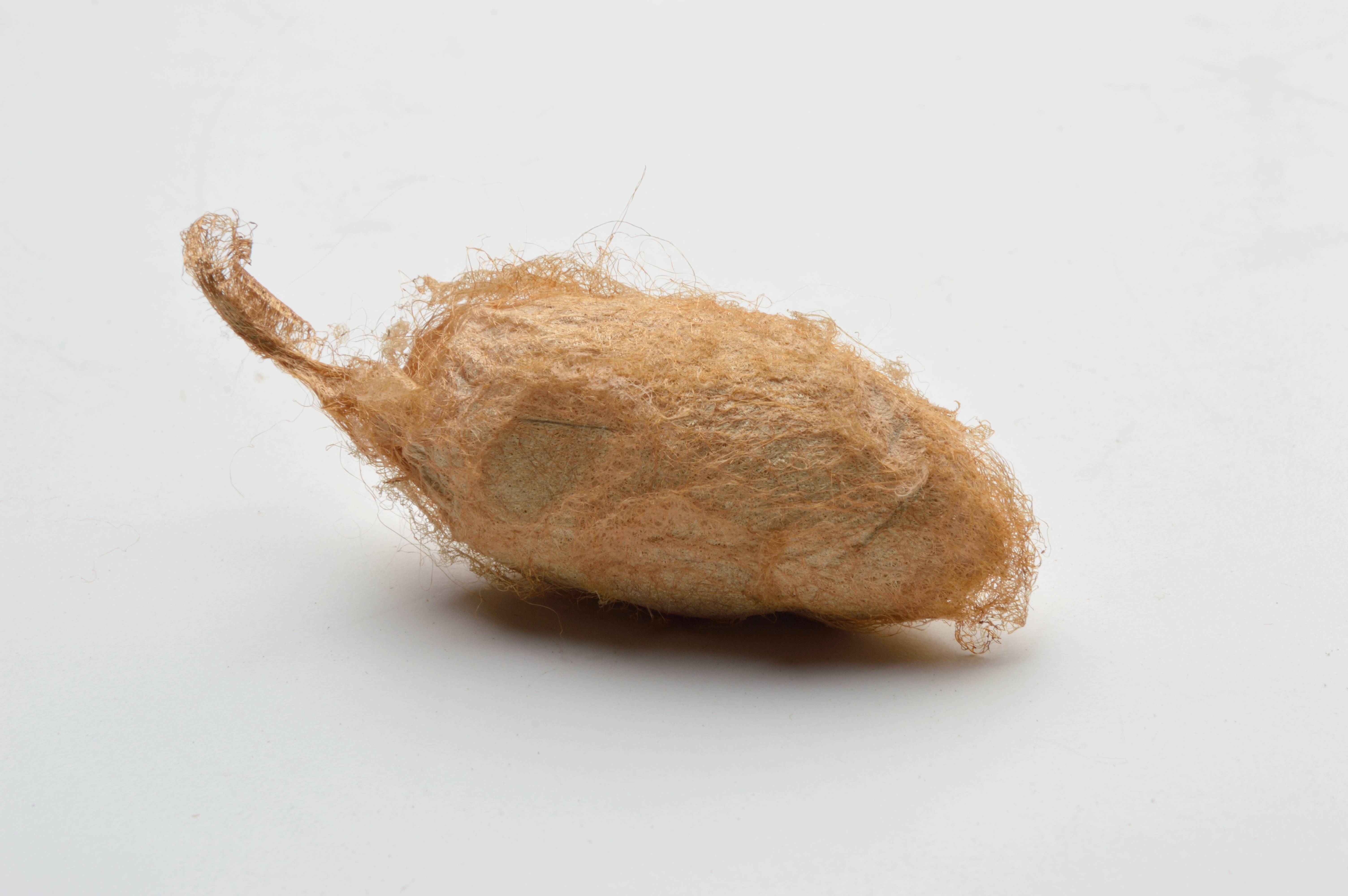
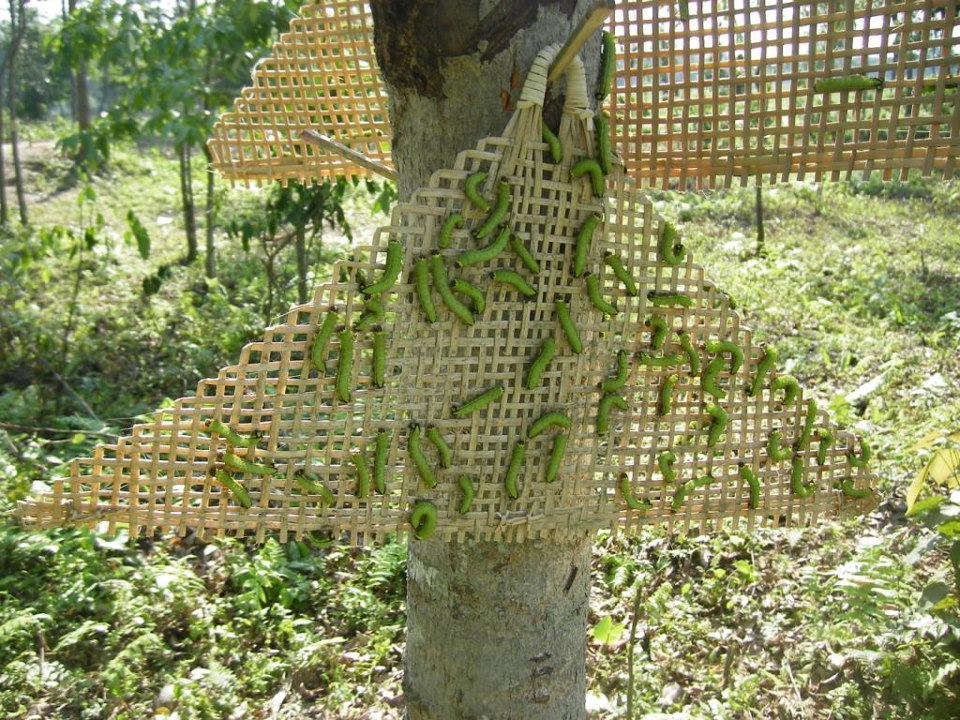
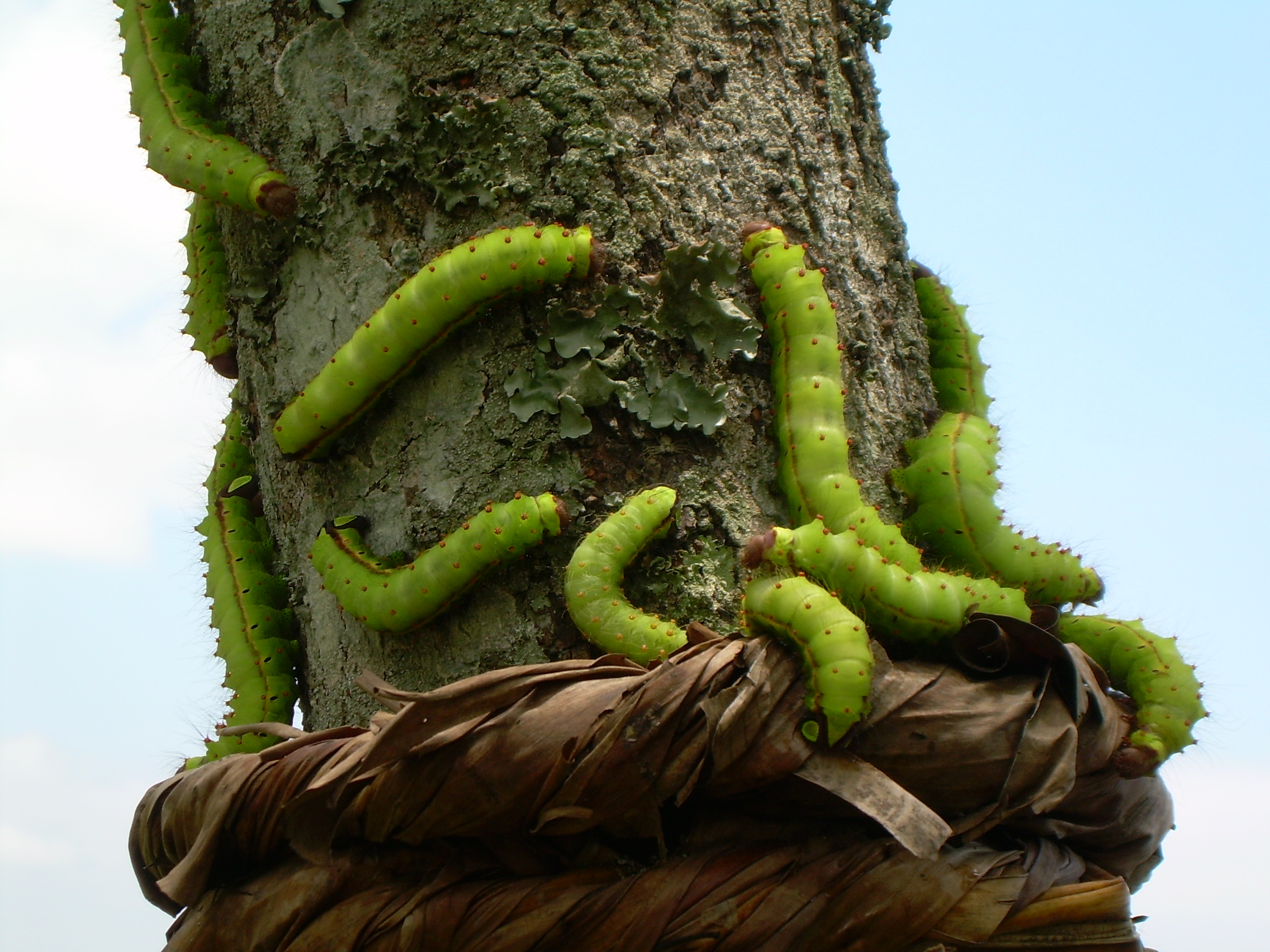